# Гералд (Мисури)
Гералд (енгл. Gerald) град је у америчкој савезној држави Мисури.

## Демографија
По попису из 2010. године број становника је 1.345, што је 174 (14,9%) становника више него 2000. године.
| Група             | 2000.         | 2010.         |
| Белци             | 1.144 (97,7%) | 1.307 (97,2%) |
| Афроамериканци    | 1 (0,1%)      | 3 (0,2%)      |
| Азијати           | 5 (0,4%)      | 7 (0,5%)      |
| Хиспаноамериканци | 11 (0,9%)     | 6 (0,4%)      |
| Укупно            | 1.171         | 1.345         |